# Wing Commander (spelserie)
Wing Commander är en serie av rymdsimulator spel och andra produkter utvecklad och utgiven av Origin Systems och Electronic Arts. Det första spelet "Wing Commander" släpptes till MS-DOS september, 1990. Serien fick två Spinoffer: Wing Commander: Privateer och Privateer 2: The Darkening

## Bakgrund och gameplay
Spelets utspelar sig år 2654. Mänskligheten, som är enad under den politiska organisation "Terranska Konfederationen" (Terran Confederation), har varit i krig med ett tvåfots, kattdjurs-liknande släkte som heter Kilrathi sedan år 2634. Spelen följer en en jaktpilot vid namn "Blair" som kämpar mot Kilrathi i dom tre första spelen. Från och med tredje spelet, Wing Commander III: The Heart of The Tiger (1994), utvecklades serien till form av en en:Interactive Film med riktiga skådespelare och filmsekvenser mellan spelsekvenserna i cockpit. Serien har också skapat noveller, en spelfilm, en animerad tv-serie och två spinoff-spel.

## Spel i serien
| Spelnamn                                    | År   | Producent                                               | Företag             | Utgivare        | Ref           |
| ------------------------------------------- | ---- | ------------------------------------------------------- | ------------------- | --------------- | ------------- |
| Wing Commander                              | 1990 | Chris Roberts, Warren Spector                           | Origin Systems (PC) | Origin Systems  | [ 10 ] [ 11 ] |
| Wing Commander II: Vengance of the Kilrathi | 1991 | Chris Roberts                                           | Origin Systems      | Origin Systems  | [ 12 ] [ 13 ] |
| Wing Commander Academy                      | 1993 | Thomas Blom, Dallas Snell                               | Origin Systems      | Origin Systems  | [ 14 ]        |
| Wing Commander: Privateer                   | 1993 | R. Scott Russo                                          | Origin Systems      | Electronic Arts | [ 15 ]        |
| Wing Commander III: Heart of the Tiger      | 1994 | Chris Roberts (spelet), Donna Burkons (mellansekvenser) | Origin Systems      | Origin Systems  | [ 16 ]        |
| Wing Commander: Armada                      | 1994 | Chris Roberts                                           | Origin Systems      | Electronic Arts | [ 17 ] [ 18 ] |
| Super Wing Commander                        | 1994 | Eric Hyman                                              | Origin Systems      | Origin Systems  | [ 19 ] [ 20 ] |
| Wing Commander IV: The Price of Freedom     | 1996 | Mark Day, Dallas Snell (game)                           | Origin Systems      | Electronic Arts | [ 21 ] [ 22 ] |
| Privateer 2: The Darkening                  | 1996 | Erin D. Roberts                                         | EA Manchester       | Electronic Arts | [ 23 ] [ 24 ] |
| Wing Commander: Prophecy                    | 1997 | David Downing, Mark Day                                 | Origin Systems      | Electronic Arts | [ 25 ]        |
| Wing Commander Arena                        | 2007 |                                                         | Gaia Industries     | Electronic Arts |               |

## Spinoffs
Wing Commander: Privateer var en av tre spinoffs från Wing Commander. Privateer släpptes 1993. 

## Annan media
"Wing Commander Academy" är en animerad tv-serie från 1996 med karaktärer och story från spelen.
År 1999 skapade och regisserade Chris Roberts spelfilmen Wing Commander baserat på en omtolkning av det första spelet i spelserien.